# Sébastien Pocognoli
Sébastien Pocognoli, né le 1er août 1987 à Seraing en Belgique, est un footballeur international et entraîneur belge qui a joué au poste d'arrière gauche. Il est actuellement l’entraîneur de l'Union Saint-Gilloise.

## Biographie

### Carrière de joueur
Sébastien Pocognoli est né le 1er août 1987 à Seraing et possède des origines italiennes comme l'indique son nom de famille. En effet, ses grands-parents ont quitté l’Italie dans les années 1950 pour venir travailler en Belgique. Formé au Standard de Liège, il décide à 15 ans de rejoindre le KRC Genk. Le 9 avril 2004, à l'âge de 16 ans, « Poco » comme on le surnomme fait sa première apparition avec l'équipe première de Genk. Il rentre en jeu à la 65e minute contre La Gantoise et remplace Marco Ingrao. L'année suivante il ne dispute aucune rencontre. C'est lors de la saison 2005-2006 qu'il perce en équipe première. À la suite d'une succession de blessures dans l'équipe, l'entraîneur Hugo Broos lui donne sa chance, d'abord comme milieu gauche puis comme arrière latéral gauche. Il la saisit et conserve la place de titulaire à seulement 19 ans.
Régulièrement pisté par des clubs français et néerlandais, il rejoint en 2007 la formation néerlandaise de l'AZ Alkmaar, coachée par Louis Van Gaal, pour un montant avoisinant les 2,7M€. Durant l'été 2008, il attire l'œil de l'Olympique lyonnais, qui renonce à l'acheter face à l'indemnité élevée de transfert (5 M€) demandée par Alkmaar.
Sébastien Pocognoli est international belge espoir et participe au championnat d'Europe Espoirs 2007 aux Pays-Bas. Il est sélectionné pour la première fois avec l'Équipe nationale belge le 24 mai 2008 pour un match amical contre l'Italie.
En janvier 2010, la presse annonce un retour de Sébastien Pocognoli au Standard de Liège. Le Liégeois est donc de retour dans le club qui l'avait formé pour une somme environnant les 2,2 millions d'€, somme de transfert record pour le club liégeois. Il a signé son nouveau contrat le 26 janvier 2010, le liant au club jusqu'au 30 juin 2014. Il reçoit le numéro 15 et devient rapidement un joueur essentiel du club.
Le 22 janvier 2013, Sébastien Pocognoli quitte le Standard pour rejoindre l'équipe allemande de Hanovre 96, avec laquelle il jouera 33 matches en une saison et demie sans marquer de but.
Le 12 juillet 2014, Pocognoli quitte la Bundesliga pour la Premier League en rejoignant le club anglais de West Bromwich Albion. Il y signe un contrat d'une durée de trois ans. Il commence la saison sous la houlette de l'Écossais Alan Irvine. Il s'impose comme un titulaire chez les Baggies. Il joue presque tous les matchs de championnat pendant la première partie de la saison de la Premier League. Au mercato hivernal, Irvine est limogé au profit du Gallois Tony Pulis. Pocognoli est alors relégué sur le banc jusqu'à la fin de la saison. Le 30 août 2016, il est prêté à Brighton & Hove qui évolue en Championship. Les Seagulls fêteront au printemps suivant leur retour parmi l'élite du football anglais, une promotion attendue par les fans depuis 1983. 
Le 16 juin 2017, Pocognoli fait son retour au club du Standard de Liège où il est nommé capitaine et remporte la coupe de Belgique 2018 face à son ancien club du KRC Genk. À la fin du mois d'août 2019, Sébastien Pocognoli est mis à l'écart de l'équipe première. Cependant, il réintègre le noyau A le 17 septembre 2019. Le 2 janvier 2020, le club liégeois et Sébastien Pocognoli annoncent qu'ils ont décidé de commun accord de mettre fin à leur collaboration. Il signe dans la foulée un contrat à l'Union saint-gilloise le 8 janvier 2020.
Après avoir remporté le titre de champion en division 2 avec l'Union et ainsi assuré la promotion du club, il annonce le 22 avril 2021 qu'il met un terme à sa carrière. 

### Carrière d'entraineur

#### Royale Union Saint-Gilloise (jeunes)
Sébastien Pocognoli demeure toutefois au Parc Duden où il entame son parcours d'entraineur, prenant en charge les U21 qu'il qualifie pour la D2 ACFF. 

#### KRC Genk (jeunes)
À l'issue de la saison 2021-2022, il s'engage avec le KRC Genk où il devient entraîneur des U18.

#### Belgique (U18)
Le 23 août 2023, le KRC Genk annonce sur son site internet que Pocognoli cesse ses activités au club avec effet immédiat pour s'engager auprès de la fédération et reprendre les moins de 18 ans nationaux,. Il est assisté dans sa tâche de Thomas Vermaelen, le sélectionneur des moins de 20 ans nouvellement désigné.

#### Royale Union Saint-Gilloise
Le 7 juillet 2024, il signe un contrat pour deux saisons comme entraîneur principal de l'Union Saint-Gilloise. Son premier match officiel rapporte d'emblée un trophée au club, l'Union battant le Club Bruges 2-1 en Supercoupe de Belgique. Après un début de championnat plus laborieux, il obtient le 25 mai 2025 son premier titre de champion de Belgique en tant qu'entraîneur avec l'Union Saint-Gilloise

## Statistiques

### Statistiques de joueur

#### En club
| Saison                | Club                          | Championnat           | Championnat | Championnat | Championnat | Coupe nationale | Coupe nationale | Coupe nationale | Coupe de la Ligue | Coupe de la Ligue | Coupe de la Ligue | Supercoupe | Supercoupe | Supercoupe | Compétition(s) continentale(s) | Compétition(s) continentale(s) | Compétition(s) continentale(s) | Compétition(s) continentale(s) | Autres compétitions | Autres compétitions | Autres compétitions | Autres compétitions | Belgique | Belgique | Belgique | Total | Total | Total |
| Saison                | Club                          | Division              | M.          | B.          | P.d.        | M.              | B.              | P.d.            | M.                | B.                | P.d.              | M.         | B.         | P.d.       | Comp.                          | M.                             | B.                             | P.d.                           | Comp.               | M.                  | B.                  | P.d.                | M.       | B.       | P.d.     | M.    | B.    | P.d.  |
| 2003-2004             | KRC Genk                      | Division 1            | 1           | 0           | 0           | -               | -               | -               | -                 | -                 | -                 | -          | -          | -          | -                              | -                              | -                              | -                              | -                   | -                   | -                   | -                   | -        | -        | -        | 1     | 0     | 0     |
| 2005-2006             | KRC Genk                      | Division 1            | 15          | 1           | 1           | -               | -               | -               | -                 | -                 | -                 | -          | -          | -          | C3                             | -                              | -                              | -                              | -                   | -                   | -                   | -                   | -        | -        | -        | 15    | 1     | 1     |
| 2006-2007             | KRC Genk                      | Division 1            | 30          | 0           | 3           | 4               | 0               | 0               | -                 | -                 | -                 | -          | -          | -          | -                              | -                              | -                              | -                              | -                   | -                   | -                   | -                   | -        | -        | -        | 34    | 0     | 3     |
| Sous-total            | Sous-total                    | Sous-total            | 46          | 1           | 4           | 4               | 0               | 0               | -                 | -                 | -                 | -          | -          | -          | -                              | -                              | -                              | -                              | -                   | -                   | -                   | -                   | -        | -        | -        | 50    | 1     | 4     |
| 2007-2008             | AZ Alkmaar                    | Eredivisie            | 28          | 2           | 2           | 1               | 0               | 0               | -                 | -                 | -                 | -          | -          | -          | C3                             | 5                              | 1                              | 0                              | -                   | -                   | -                   | -                   | 1        | 0        | 0        | 35    | 3     | 2     |
| 2008-2009             | AZ Alkmaar                    | Eredivisie            | 25          | 2           | 0           | 2               | 1               | 0               | -                 | -                 | -                 | -          | -          | -          | -                              | -                              | -                              | -                              | -                   | -                   | -                   | -                   | 3        | 0        | 0        | 30    | 3     | 0     |
| 2009-2010             | AZ Alkmaar                    | Eredivisie            | 11          | 1           | 0           | 3               | 0               | 0               | -                 | -                 | -                 | 1          | 0          | 1          | C1                             | 5                              | 0                              | 1                              | -                   | -                   | -                   | -                   | 0        | 0        | 0        | 20    | 1     | 2     |
| Sous-total            | Sous-total                    | Sous-total            | 64          | 5           | 2           | 6               | 1               | 0               | -                 | -                 | -                 | 1          | 0          | 1          | -                              | 10                             | 1                              | 1                              | -                   | -                   | -                   | -                   | 4        | 0        | 0        | 85    | 7     | 4     |
| 2009-2010             | Standard de Liège             | Division 1            | 4           | 1           | 1           | -               | -               | -               | -                 | -                 | -                 | -          | -          | -          | C1+C3                          | 0+6                            | 0+0                            | 0+2                            | PO2                 | 6                   | 0                   | 1                   | -        | -        | -        | 16    | 1     | 4     |
| 2010-2011             | Standard de Liège             | Division 1            | 24          | 1           | 0           | 6               | 0               | 1               | -                 | -                 | -                 | -          | -          | -          | -                              | -                              | -                              | -                              | PO1                 | 10                  | 0                   | 0                   | 2        | 0        | 0        | 42    | 1     | 1     |
| 2011-2012             | Standard de Liège             | Division 1            | 25          | 0           | 3           | 4               | 0               | 1               | -                 | -                 | -                 | 1          | 0          | 0          | C1+C3                          | 2+12                           | 0+0                            | 0+0                            | PO1                 | 7                   | 0                   | 0                   | 1        | 0        | 0        | 52    | 0     | 4     |
| 2012-2013             | Standard de Liège             | Division 1            | 9           | 0           | 0           | 1               | 0               | 0               | -                 | -                 | -                 | -          | -          | -          | -                              | -                              | -                              | -                              | PO1                 | -                   | -                   | -                   | 0        | 0        | 0        | 10    | 0     | 0     |
| Sous-total            | Sous-total                    | Sous-total            | 62          | 2           | 4           | 11              | 0               | 2               | -                 | -                 | -                 | 1          | 0          | 0          | -                              | 20                             | 0                              | 2                              | -                   | 23                  | 0                   | 1                   | 3        | 0        | 0        | 120   | 2     | 9     |
| 2012-2013             | Hanovre 96                    | Bundesliga            | 11          | 0           | 1           | -               | -               | -               | -                 | -                 | -                 | -          | -          | -          | C3                             | 2                              | 0                              | 0                              | -                   | -                   | -                   | -                   | 1        | 0        | 0        | 14    | 0     | 1     |
| 2013-2014             | Hanovre 96                    | Bundesliga            | 19          | 0           | 0           | 1               | 0               | 1               | -                 | -                 | -                 | -          | -          | -          | -                              | -                              | -                              | -                              | -                   | -                   | -                   | -                   | 4        | 0        | 0        | 24    | 0     | 1     |
| Sous-total            | Sous-total                    | Sous-total            | 30          | 0           | 1           | 1               | 0               | 1               | -                 | -                 | -                 | -          | -          | -          | -                              | 2                              | 0                              | 0                              | -                   | -                   | -                   | -                   | 5        | 0        | 0        | 38    | 0     | 2     |
| 2014-2015             | West Bromwich Albion          | Premier League        | 15          | 0           | 0           | 1               | 0               | 0               | -                 | -                 | -                 | -          | -          | -          | -                              | -                              | -                              | -                              | -                   | -                   | -                   | -                   | 1        | 0        | 0        | 17    | 0     | 0     |
| 2015-2016             | West Bromwich Albion          | Premier League        | 1           | 0           | 1           | 3               | 0               | 0               | 1                 | 0                 | 0                 | -          | -          | -          | -                              | -                              | -                              | -                              | -                   | -                   | -                   | -                   | -        | -        | -        | 5     | 0     | 1     |
| 2016-2017             | Brighton & Hove Albion (prêt) | Championship          | 20          | 1           | 1           | -               | -               | -               | 1                 | 0                 | 0                 | -          | -          | -          | -                              | -                              | -                              | -                              | -                   | -                   | -                   | -                   | 0        | 0        | 0        | 21    | 1     | 1     |
| Sous-total            | Sous-total                    | Sous-total            | 36          | 1           | 2           | 4               | 0               | 0               | 2                 | 0                 | 0                 | -          | -          | -          | -                              | -                              | -                              | -                              | -                   | -                   | -                   | -                   | 1        | 0        | 0        | 43    | 1     | 2     |
| 2017-2018             | Standard de Liège             | Division 1A           | 21          | 2           | 1           | 3               | 0               | 0               | -                 | -                 | -                 | -          | -          | -          | -                              | -                              | -                              | -                              | PO1                 | 3                   | 0                   | 0                   | -        | -        | -        | 27    | 2     | 1     |
| 2018-2019             | Standard de Liège             | Division 1A           | 5           | 0           | 1           | -               | -               | -               | -                 | -                 | -                 | 1          | 0          | 0          | C1+C3                          | 1+2                            | 0+0                            | 0+0                            | PO1                 | 3                   | 0                   | 0                   | -        | -        | -        | 12    | 0     | 1     |
| Sous-total            | Sous-total                    | Sous-total            | 26          | 2           | 2           | 3               | 0               | 0               | -                 | -                 | -                 | 1          | 0          | 0          | -                              | 3                              | 0                              | 0                              | -                   | 6                   | 0                   | 0                   | -        | -        | -        | 39    | 2     | 2     |
| 2019-2020             | Union Saint-Gilloise          | Division 1B           | 4           | 0           | 0           | -               | -               | -               | -                 | -                 | -                 | -          | -          | -          | -                              | -                              | -                              | -                              | -                   | -                   | -                   | -                   | -        | -        | -        | 4     | 0     | 0     |
| 2020-2021             | Union Saint-Gilloise          | Division 1B           | 3           | 0           | 0           | -               | -               | -               | -                 | -                 | -                 | -          | -          | -          | -                              | -                              | -                              | -                              | -                   | -                   | -                   | -                   | -        | -        | -        | 3     | 0     | 0     |
| Sous-total            | Sous-total                    | Sous-total            | 7           | 0           | 0           | -               | -               | -               | -                 | -                 | -                 | -          | -          | -          | -                              | -                              | -                              | -                              | -                   | -                   | -                   | -                   | -        | -        | -        | 7     | 0     | 0     |
| Total sur la carrière | Total sur la carrière         | Total sur la carrière | 271         | 11          | 15          | 29              | 1               | 3               | 2                 | 0                 | 0                 | 3          | 0          | 1          | -                              | 35                             | 1                              | 3                              | -                   | 29                  | 0                   | 1                   | 13       | 0        | 0        | 382   | 13    | 23    |

## Palmarès

### Palmarès de joueur
- Champion des Pays-Bas en 2009 avec l'AZ Alkmaar.
- Vainqueur de la Supercoupe des Pays-Bas en 2009 avec l'AZ Alkmaar.
- Vainqueur de la Coupe de Belgique en 2011 et 2018 avec le Standard de Liège.
- Champion de deuxième division belge en 2021 avec la Royale Union saint-gilloise.

### Palmarès d'entraîneur
- Vainqueur de la Supercoupe de Belgique en 2024 avec l'Union Saint-Gilloise.
- Champion de Belgique en 2025 avec l'Union Saint-Gilloise.